# Крайнов, Григорий Ильич
Григорий Ильич Крайнов (род. 8 июля 1935) — передовик советского сельского хозяйства, тракторист колхоза «Луч Октября» Новоузенского района Саратовской области, Герой Социалистического Труда (1971).

## Биография
Родился 8 июля 1935 года в селе Песчанка, ныне Волгоградской области, в русской крестьянской семье. В 1938 году семья переехала в село Олоновка Новоузенского района Саратовской области. На МТС трудился его отец Илья Григорьевич.
С детства он познавал труд колхозника, помогал отцу. После окончания училища механизации стал работать в местном колхозе «Луч Октября». Служил в Советской Армии в пограничных войсках на границе с Турцией. После увольнения в запас вернулся в родное село и продолжил работать механизатором в родном колхозе.
Неоднократно посещал «целинные командировки», работал на уборке урожая зерновых в Казахстане, постоянно участвовал в Выставке достижений народного хозяйства (ВДНХ) СССР.
По результатам работы в 7-й семилетке он был представлен к награде орденом Ленина. В последующие годы 8-й пятилетки продолжал оставаться лучшим механизатором Саратовской области, ежегодно побеждал в социалистическом соревновании.
Указом Президиума Верховного Совета СССР от 8 апреля 1971 года за выдающиеся успехи достигнутые в развитии сельскохозяйственного производства и выполнении пятилетнего плана продажи государству продуктов земледелия и животноводства Григорию Ильичу Крайнову присвоено звание Героя Социалистического Труда с вручением ордена Ленина и золотой медали «Серп и Молот».
Отработав 40 лет в АПК, вышел на заслуженный отдых. В настоящее время проживает в селе Олоновка.

## Награды
За трудовые успехи удостоен:
- золотая звезда «Серп и Молот» (08.04.1971)
- два Ордена Ленина (23.06.1966, 08.04.1971)
- орден Октябрьской Революции (07.12.1973)
- Медаль «За освоение целинных земель» (20.10.1956)
- другие медали.